# Порос
Порос (грец. Πόρος) — пара невеликих грецьких островів в південній частині Саронічної затоки. Порос складається з двох островів, з'єднаних мілиною: Сферія — південна частина вулканічного походження, та Калавра — північа і більша частина. Пара островів розташована на відстані близько 58 км від Пірея та відокремлена від Пелопоннесу морською протокою завширшки 200 метрів. Їх площа становить 31 квадратний кілометр, а населення становить 4117 мешканців.
В однойменному місті Порос мешкає 4102 людини. Існує ще одне поселення, Айос Нектаріос (Ágios Nektários), в якому проживає 15 мешканців. В давнину Порос носив ім'я Погон.
Міст через вузький перешийок поєднує два острови. Муніципалітет Порос також має материкову частину, К'яні Акті (Kyaní Aktí) з населенням 231, в найсхідніший частині Пелопонесського півострову. Загальна площа муніципалітету 49.582 km², і загальне населення 4348 мешканців.
Порос багатий на рослинність. На ньому багато чагарників, а соснові ліси розташовані на півдні і в центрі острову. Тут хороша мережа доріг і відповідна туристична інфраструктура, це робить острів популярним місцем для проведення коротких вихідних. Незважаючи на відсутність аеропорту, на острів легко дістатися з Афін поромом або катером, або з прилеглої частини материка.

## Географія

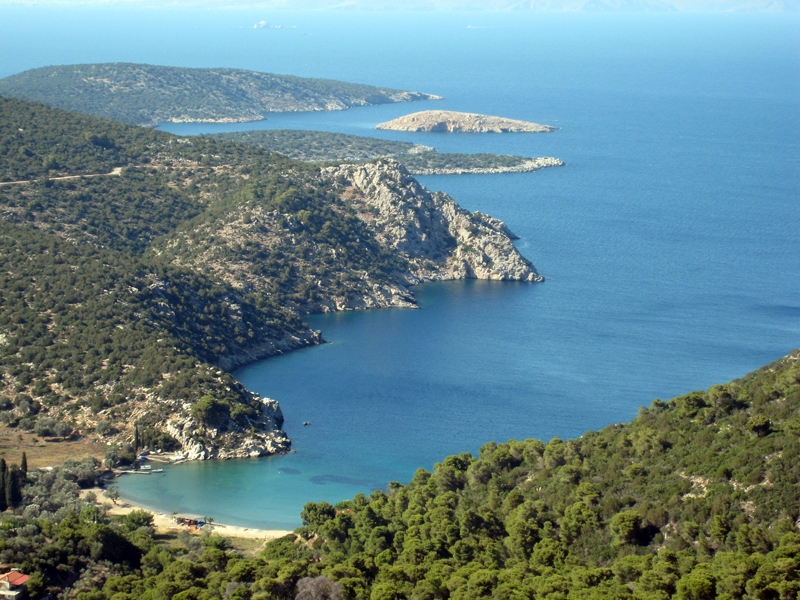
Острів Порос

Ландшафт дуже горбистий і гористий. Найвища точка, пік Вігла (358 м) знаходиться в західно-центральній частині. Як наслідок місцевої топографії та геології, маленькі річки та сезонні потоки течуть через степові долини південної і північно-східної частин. Західній та східній частинам острову характерні гладенькі пагорби та долини. Піщані пляжі розташовані на південному узбережжі острову, а також в бухті Вайонія в північній частині.

### Геологія
Геологія острова включає в себе Мезозойські та Кайнозойські осадові гірські породи (вапняки, флішевого типу пісковики, офіоліти), а також вулканічні скелі Неогенового періоду на Сферії. Присутні карстові вирви в острівному центральному вапняковому масиві, також вапнякові печери із сталактитами. Морські скам'янілості в більшості знайдені вапняку, не знайдено покладів коштовного каміння або рудних покладів.

## Історія

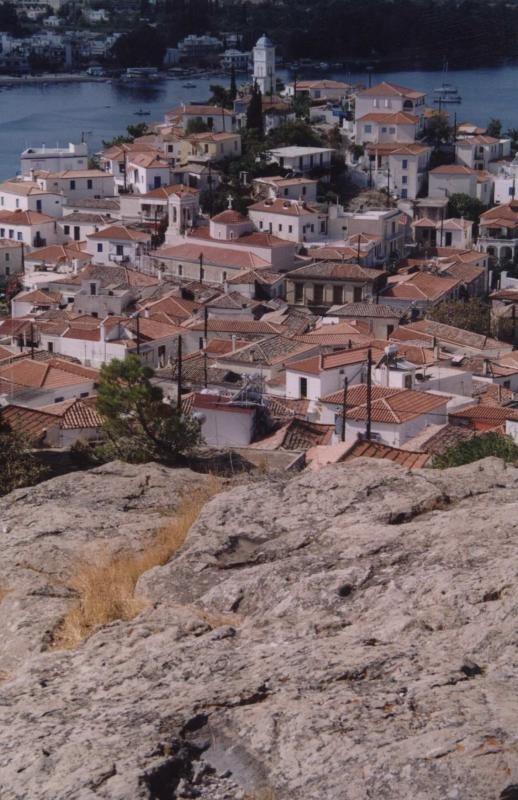
Вигляд міста

Нещодавні дослідження підказують, що Порос був заселений ще в період Бронзової доби. Поховання на острові датуються мікенським періодом, а будівлі з'явилися щонайменше 1000 років до н. е.

### Античність
Тут існувало місто-держава Калаврія. На вершині пагорба поруч із містом знаходився храм Посейдону, руїни якого збереглися і досі. Сюди втік Демосфен, і не бажаючи бути схопленим людьми Антипатра, прийняв отруту. Місцеві жителі поховали його всередині святилища. Деякі науковці вважають, що цей острів вважався островом Посейдону. Не виключено також, що Порос був центром амфіктіонії, що виникла в VII столітті до н. е. і об'єднувала Порос, Афіни, Прасію, Егіну, Герміону, Епідавр, Нафпліон і Орхомен, Тройзен.

### Візантійська/Османська доба
У візантійські часи Порос та інші острови часто грабувалися піратами. Впродовж османської окупації Порос залишався незалежним і допомагав сусіднім островам після початку Грецької війни за незалежність.

### Сучасність
26 червня 2007 на Поросі відбулася значна лісова пожежа, також були зруйновані три будинки та пошкоджені два готелі. Причиною пожежі стала надто сильна спека, температура піднялась вище 45 градусів, що призвело до перегрівання і загоряння трансформатора. Пожежу довелось гасити з використанням літаків.

## Місцеві пам'ятки

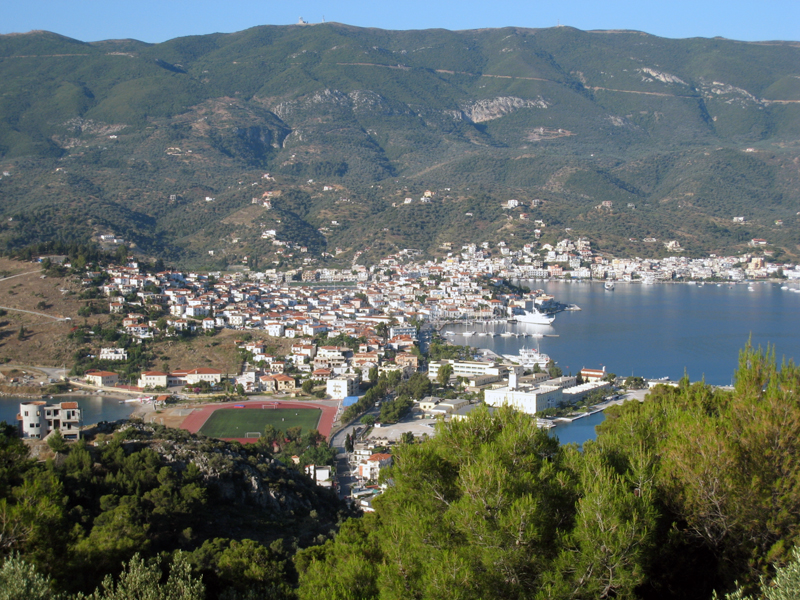
Місто Порос

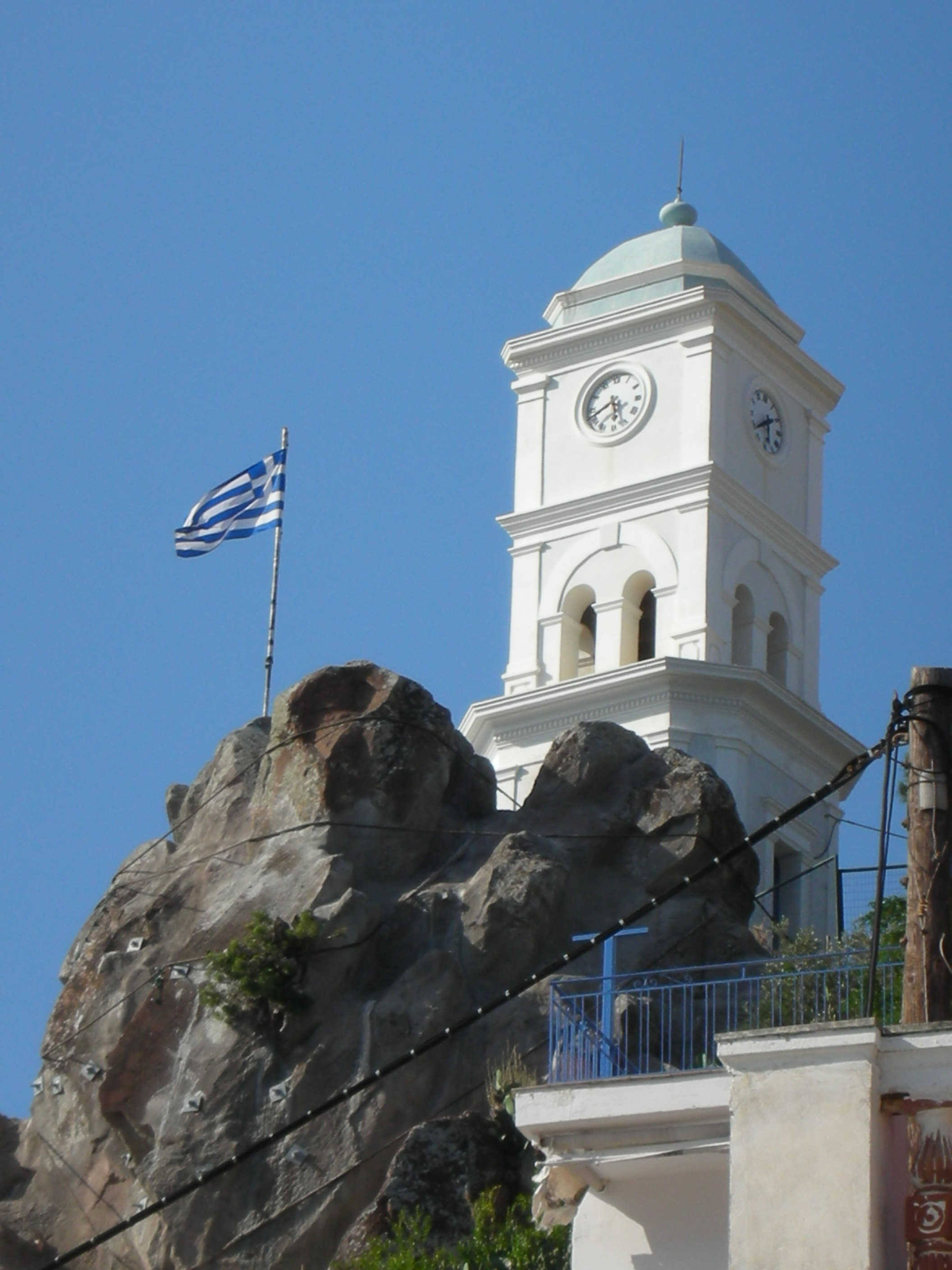
Годинникова башта в Поросі

- Порос, з його неокласичними будівлями, побудований амфітеатрально на схилах пагорба. Найвідоміша його пам'ятка - годинникова вежа, збудована 1927 року.
- Археологічний музей зберігає пам'ятки зі святилища Посейдона, зі стародавнього міста Тройзена та з інших місць археологічних розкопок, що відбувалися неподалік.
- В північній частині острову залишилися руїни святилища Посейдона, центру Калаврійської амфіктіонії. Коли точно воно було збудоване невідомо, хоча дослідники називають дату близько 520 до н. е. Розміри храму 27,4×14,4 метрів. Храм мав по шість колон з кожного короткого боку і по дванадцять з кожного довгого. Саме тут Демосфен отруїв себе в 322 до н. е., щоб не потрапити до рук македонського правителя Антипатра.
- Порос був місцем першої морської військової бази в сучасній Греції, заснований в 1827 під час Грецької війни за Незалежність. В 1881 році більша частина бази була перенесена на острів Саламін, але й зараз ВМС Греції використовують залишки бази як тренувальний центр.